# أغرات بريانزا
أغرات بريانزا هي كومونا في منطقة لومباردي الإيطالية ، والتي تبعد حوالي 20 كيلومتر (12 ميل) شمال شرق ميلانو.

## مشاهير
- كليمان فيسمارا (1897-1988) ، مبشر
- فالنتينو جيامبيلي (1928) ، باني
- مينو ريتانو (1944 - 2009) ، مغني وكاتب أغاني
- ماركو داجرات (1504-1574) ، نحات

## الهجرة
- الإحصاء الديموغرافي

| - عدد المهاجرين في عام 2009 (الخمسة الأوائل للجنسية) - Romania</img> Romania : 312 - Albania</img> Albania : 206 - Morocco</img> Morocco : 197 - Ecuador</img> Ecuador : 102 - Egypt</img> Egypt : 56 |

## المدن التوأم
- Česká Třebová, Czech Republic